# Jess Hill
Jesse „Jess“ Hill (* 7. November 1969) ist ein US-amerikanischer Schauspieler, Drehbuchautor, Regieassistent und Filmproduzent.
Der Sohn des italienischen Schauspielers Terence Hill kam schon als Baby zu Filmehren; auch in späteren Jahren wirkte er immer wieder in verschiedenen Funktionen an Filmen seines Vaters mit.

## Filmografie (Auswahl)
- 1970: Die rechte und die linke Hand des Teufels (Lo chiamavano Trinità)
- 1984: Keiner haut wie Don Camillo (Don Camillo)
- 1994: Die Troublemaker (Botte di Natale, auch Drehbuch)
- 1997: Virtual Weapon (Potenza virtuale)
- 2009: Doc West – Nobody ist zurück (Doc West)
- 2009: Doc West – Nobody schlägt zurück (Triggerman)
- 2018: Mein Name ist Somebody (Il mio nome è Thomas, Produzent)